# Station Medan
Station Medan (Indonesisch: Stasiun Medan) is een spoorwegstation in Medan; de hoofdstad van de Indonesische provincie Noord-Sumatra en grootste stad van het eiland Sumatra. De stad kreeg voor het eerst een station in 1883.

## Bestemmingen
Vanuit Medan vertrekken treinen naar een aantal bestemming in noordelijk Sumatra. Anno 2017 is er geen volledige verbinding van het noorden naar het zuiden van het eiland. Naast lijnen van de nationale spoorwegmaatschappij PT Kereta Api Indonesia (Persero), is dit station de terminus van de Airport Railink(sic) Service.
- Sribilah: naar Station Rantau Prapat
- Lancang Kuning:  naar Station Tanjung Balai
- Putri Deli:  naar Station Tanjung Balai
- Siantar Ekspres:  naar Station Siantar
- Feeder Putri Deli:  naar Station Binjai
- Feeder Sribilah:  naar Station Binjai
- Airport Railink Services (Kereta api Bandara) service naar Internationale luchthaven Kuala Namu.[2]

## Geschiedenis
In 1883 werd de Nederlandse Deli Spoorweg Maatschappij (DSM) opgericht. Deze koloniale onderneming had zijn hoofdkantoor in het huidige Medan, dat toen de belangrijkste plaats van het Sultanaat Deli was. Op 1 april 1886 werd de spoorlijn Medan-Timbang Langkat geopend, voornamelijk met het oog op goederenvervoer.

Na overname door de Japanse bezetters, werden de spoorwegen al even korte tijd bezit van de (door zichzelf onafhankelijk verklaarde) Republiek Indonesië, maar in 1946 werd het beheer weer door de Nederlanders overgenomen. Pas in 1957 werd het railverkeer (en bijbehorende infrastructuur) rond Medan definitief Indonesisch eigendom, daarvoor was het nog steeds officieel in Nederlandse handen.

## Galerie

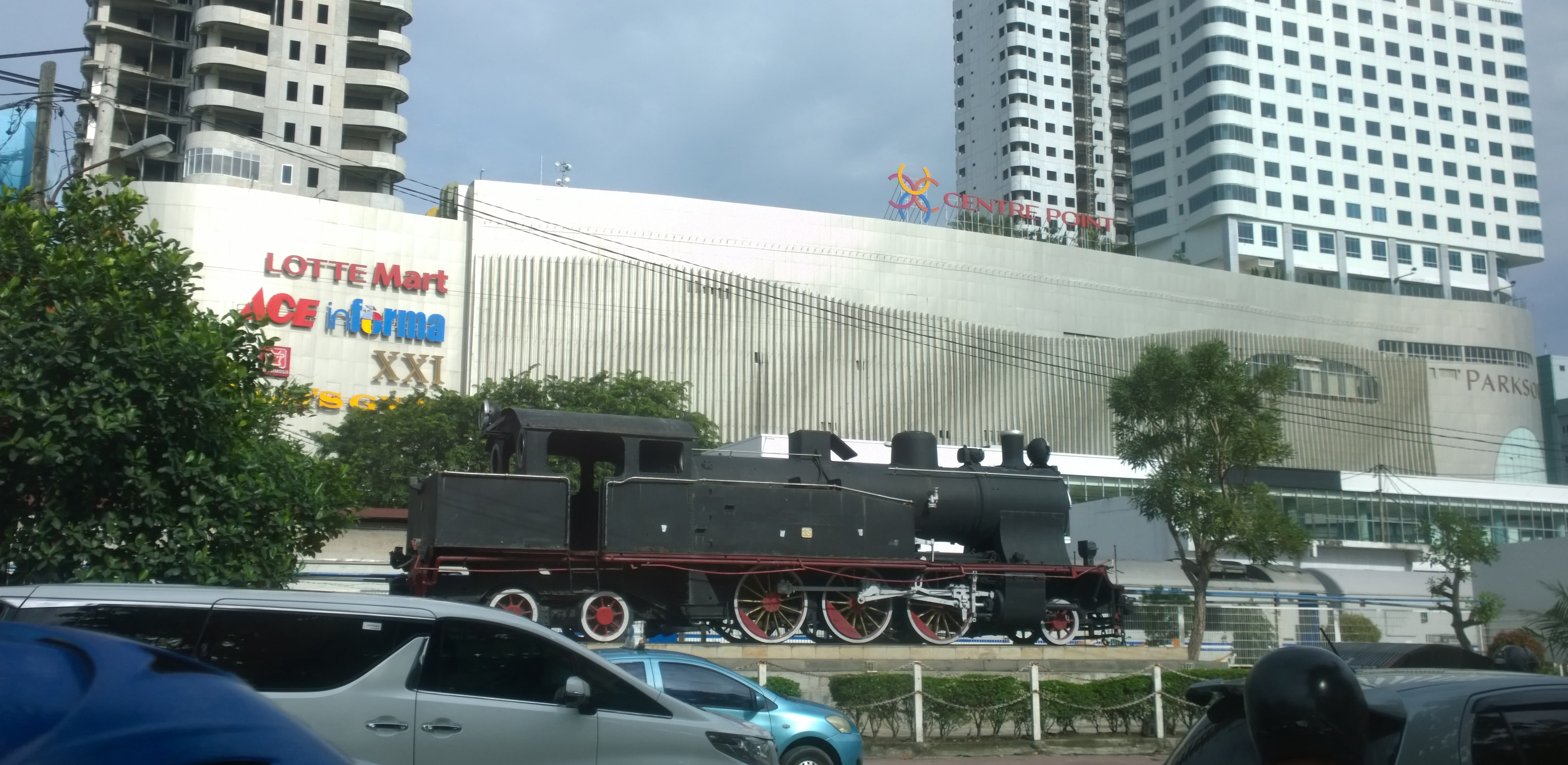
Oude Locomotief voor het station
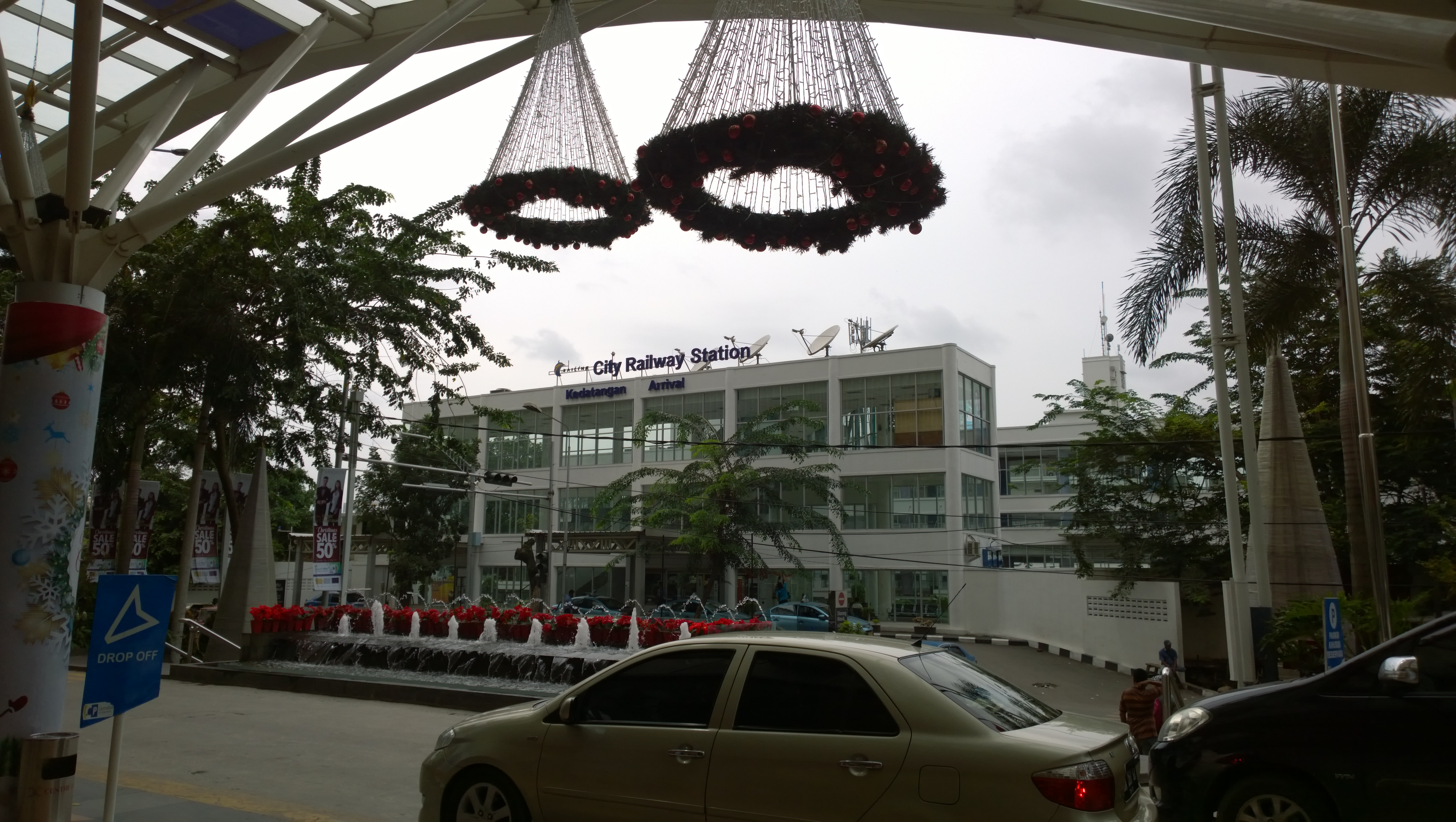
Voorgevel.
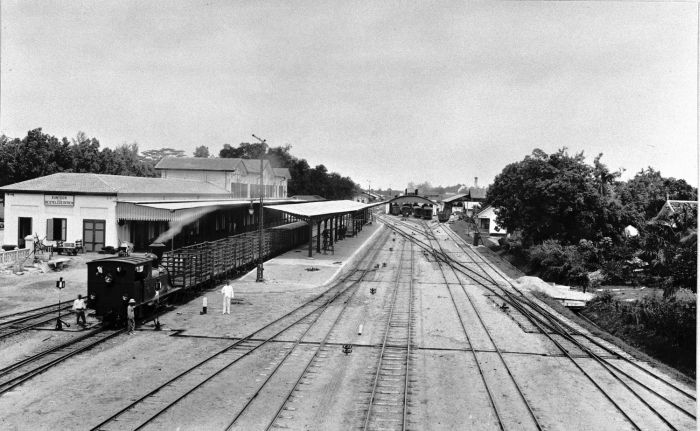
Het station van Medan rond 1920 (collectie Wereldmuseum Amsterdam).
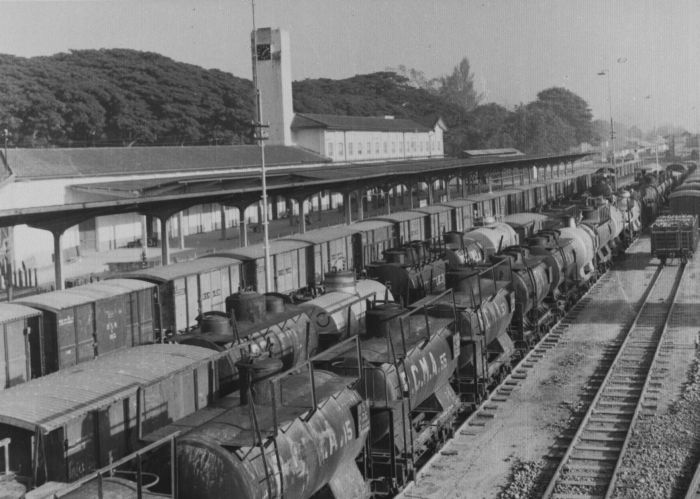
Periode 1945-1960 (collectie Tropenmuseum).
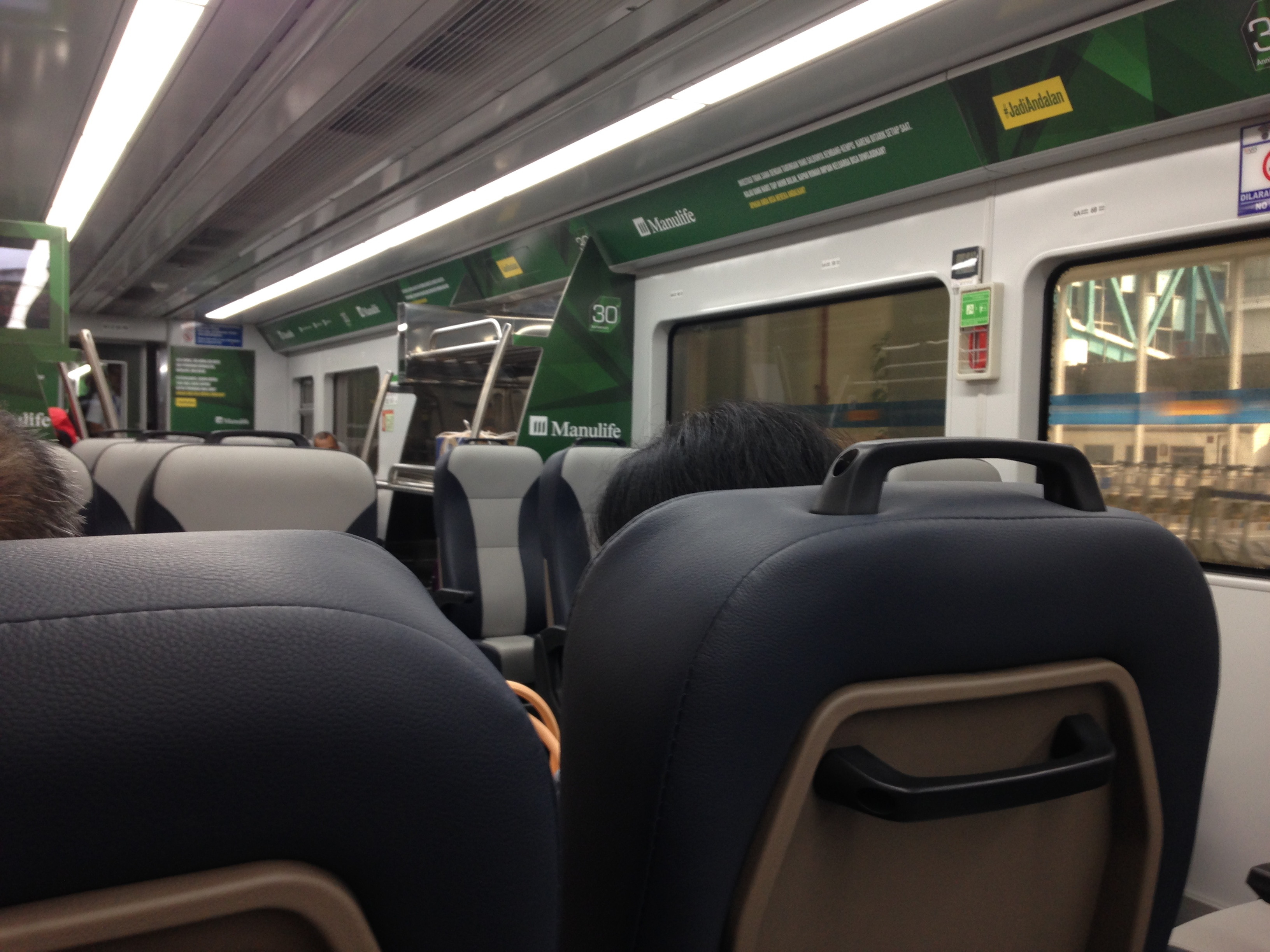
Trein Railink